# Nannay
Nannay és un municipi francès, situat al departament del Nièvre i a la regió de Borgonya - Franc Comtat. L'any 2007 tenia 128 habitants.

## Demografia

### Població
El 2007 la població de fet de Nannay era de 128 persones. Hi havia 54 famílies, de les quals 12 eren unipersonals (4 homes vivint sols i 8 dones vivint soles), 25 parelles sense fills, 13 parelles amb fills i 4 famílies monoparentals amb fills.
La població ha evolucionat segons el següent gràfic:
Habitants censats

### Habitatges
El 2007 hi havia 108 habitatges, 58 eren l'habitatge principal de la família, 35 eren segones residències i 15 estaven desocupats. 106 eren cases i 2 eren apartaments. Dels 58 habitatges principals, 51 estaven ocupats pels seus propietaris, 5 estaven llogats i ocupats pels llogaters i 2 estaven cedits a títol gratuït; 5 tenien dues cambres, 15 en tenien tres, 18 en tenien quatre i 20 en tenien cinc o més. 42 habitatges disposaven pel capbaix d'una plaça de pàrquing. A 35 habitatges hi havia un automòbil i a 19 n'hi havia dos o més.

### Piràmide de població
La piràmide de població per edats i sexe el 2009 era:
| Homes | Edats   | Dones |
| ----- | ------- | ----- |
| 0     | 95 o +  | 0     |
| 0     | 90 a 94 | 0     |
| 0     | 85 a 89 | 0     |
| 0     | 80 a 84 | 0     |
| 0     | 75 a 79 | 8     |
| 8     | 70 a 74 | 8     |
| 8     | 65 a 69 | 4     |
| 0     | 60 a 64 | 8     |
| 8     | 55 a 59 | 0     |
| 4     | 50 a 54 | 0     |
| 0     | 45 a 49 | 8     |
| 4     | 40 a 44 | 0     |
| 0     | 35 a 39 | 4     |
| 4     | 30 a 34 | 8     |
| 4     | 25 a 29 | 0     |
| 4     | 20 a 24 | 0     |
| 0     | 15 a 19 | 0     |
| 8     | 10 a 14 | 0     |
| 4     | 5 a 9   | 0     |
| 0     | 0 a 4   | 4     |

## Economia
El 2007 la població en edat de treballar era de 64 persones, 35 eren actives i 29 eren inactives. De les 35 persones actives 29 estaven ocupades (18 homes i 11 dones) i 6 estaven aturades (2 homes i 4 dones). De les 29 persones inactives 14 estaven jubilades, 2 estaven estudiant i 13 estaven classificades com a «altres inactius».

### Ingressos
El 2009 a Nannay hi havia 58 unitats fiscals que integraven 115 persones, la mediana anual d'ingressos fiscals per persona era de 14.695 €.

### Activitats econòmiques
Els 2 establiments que hi havia el 2007 eren d'empreses de comerç i reparació d'automòbils.
L'any 2000 a Nannay hi havia 9 explotacions agrícoles que ocupaven un total de 596 hectàrees.

## Poblacions més properes
El següent diagrama mostra les poblacions més properes.